# Charles-Victor-André Laffargue
Charles-Victor-André Laffargue, francoski general, * 1891, Ligardes, † 25. september 1994.